# Корчагин, Александр Александрович (учёный)
Алекса́ндр Алекса́ндрович Корча́гин (1900—1977) — советский учёный-геоботаник и бриолог, доктор географических наук (1940), доктор биологических наук (1941).

## Биография
Родился в Витебске 17 марта 1900 года. Учился в Петровской сельскохозяйственной академии в Москве, в 1923 году переехал в Ленинград и в 1925 году окончил Ленинградский лесной институт. В 1930—1931 годах Александр Александрович был аспирантом Географо-экономического института ЛГУ, затем — в Ботаническом музее Академии наук.
В 1926 году Корчагин стал членом Русского ботанического общества.
С 1931 года работал в Ленинградском государственном университете ассистентом на кафедре геоботаники, а также деканом биологического факультета заочного обучения. С 1934 года Александр Александрович преподавал в звании доцента кафедры геоботаники, с 1937 года — доцента кафедры систематики растений, с 1938 года — доцентом кафедры ботанической географии.
В 1935 году А. А. Корчагин стал кандидатом биологических наук без защиты диссертации. В 1940 году ему была присуждена степень доктора географических наук, в 1941 году — доктора биологических наук. Диссертация — «Ботанико-географический очерк северной долины Печорского заповедника». Также с 1941 года Корчагин был профессором и заведовал кафедрой ботанической географии географического факультета ЛГУ.
В 1942—1944 годах работал в ЛГПИ, с 1943 года заведовал кафедрой вечернего отделения.
Награждён Орденом Трудового Красного Знамени (1953) и медалями.
Александр Корчагин был женат на Марии Васильевне Сеняниновой (1900—1966), учёной-ботанике, докторе биологических наук.
Скончался 20 августа 1977 года в Ленинграде.
Похоронен на Богословском кладбище Санкт-Петербурга.

## Некоторые научные публикации
- Корчагин А. А. Растительность северной половины Печорско-Ылычского заповедника. — 1940. — 416 с. — (Труды Печорско-Ылычского заповедника. Вып. 2).
- Корчагин А. А., Лавренко Е. М. Полевая геоботаника. — М.—Л., 1959—1976. — в 5 тт.

## Виды растений, названные в честь А. А. Корчагина
- Agrostis korczaginii Senjan.-Korcz., 1953